# I due bugiardi
I due bugiardi è una raccolta di racconti di Isaac Bashevis Singer, pubblicata da Longanesi nel 1965, con la traduzione di Bruno Oddera. Corrisponde alla raccolta in lingua inglese The Spinoza of Market Street, pubblicata da Farrar Straus & Cudahy nel 1961 con tre racconti in più. In originale i racconti erano apparsi in lingua yiddish.

## Titoli della raccolta
1. Storia di due bugiardi (A Tale of Two Liars [trad. di Cecil Hemley e June Ruth Flaum], in The Spinoza of Market Street al n. 3, il racconto è presente anche nelle antologie L'ultimo demone e in Racconti nella trad. di Anna Bassan Levi)
2. Lo Spinoza di via del Mercato (The Spinoza of Market Street [trad. di Martha Glicklich e Cecil Hemley], nella raccolta in inglese al n. 1, presente anche in L'ultimo demone, Lo scrittore di lettere e in Racconti nella trad. di Anna Bassan Levi)
3. Le nozze nere (The Black Wedding [trad. di Martha Glicklich], nella raccolta in inglese al n. 2, presente anche in Racconti nella trad. di Anna Bassan Levi)
4. L'ombra di una culla (The Shadow of a Crib [trad. Elaine Gottlieb e June Ruth Flaum], allo stesso n. come anche i seguenti, presente in L'ultimo demone e in Racconti nella trad. di Anna Bassan Levi)
5. Siddah e Kuziba (Shiddah and Kuziba [trad. Elizabeth Pollet], il racconto è presente anche in Racconti nella trad. di Anna Bassan Levi con il titolo Shiddà e Kuziba)
6. Caricatura (Caricature [trad. Shulamith Charney e Cecil Hemley], presente anche nell'antologia L'ultimo demone e in Racconti nella trad. di Anna Bassan Levi)
7. Così disse il mendicante (The Beggar Said So [trad. Gertrude Hirschler], in Racconti nella trad. di Anna Bassan Levi con il titolo L'ha detto il mendicante)
8. L'uomo che tornò indietro (The Man Who Came Back [trad. Mirra Ginsburg], presente in Racconti nella trad. di Anna Bassan Levi)
9. Un consiglio (A Piece of Advice [Martha Glicklich e Joel Blocker], anche in L'ultimo demone e in Racconti nella trad. di Anna Bassan Levi)
10. Nell'ospizio (In the Poorhouse [trad. Mirra Ginsburg], anche in Racconti nella trad. di Anna Bassan Levi)
11. La distruzione di Kreshev (The Destruction of Kreshev [trad. Elaine Gottlieb e June Ruth Flaum], anche in L'ultimo demone, come La distruzione di Kreshev e in Racconti nella trad. di Anna Bassan Levi con il titolo La rovina di Kreshev)
12. Il vecchio (The Old Man [trad. Martha Glicklich e Elaine Gottlieb], dalla raccolta Gimpel the Fool, anche in Racconti nella trad. di Anna Bassan Levi)
13. Incendio (Fire [trad. Norbert Guterman], dalla raccolta Gimpel the Fool, in Racconti nella trad. di Anna Bassan Levi con il titolo Fuoco)
14. Il non veduto (The Unseen [trad. Martha Glicklich e Elaine Gottlieb], dalla raccolta Gimpel the Fool, presente in L'ultimo demone, Lo scrittore di lettere e in Racconti nella trad. di Anna Bassan Levi con il titolo Colui che non era visto)

## Edizioni italiane
- trad. dall'inglese di Bruno Oddera, Longanesi (collana "La gaja scienza" n. 249 e n. 141), Milano 1965; ivi (coll. "I narratori" n. 12), 1979 ISBN 88-304-0583-3
- stessa trad. in ed. economica, con introduzione di Giorgio Voghera, Mondadori (coll. "Oscar" n. 1485), Milano 1982; ivi ("Oscar guide" n. 513), 1987
- stessa trad., Guanda (coll. "Le fenici tascabili" n. 92), Parma 2003 ISBN 88-8246-620-5